# Bolborhachium kevini
Bolborhachium kevini is een keversoort uit de familie cognackevers (Bolboceratidae). De wetenschappelijke naam van de soort werd in 1985 gepubliceerd door Henry Fuller Howden.